# Metroid
 Der er for få eller ingen kildehenvisninger i denne artikel, hvilket er et problem. Du kan hjælpe ved at angive troværdige kilder til de påstande, som fremføres i artiklen.

Metroidserien er en computerspilserie udviklet af Nintendo.
Serien omhandler dusørjægeren Samus Aran og hendes eventyr, hvor hun bl.a. bekæmper Ridley, de onde Space Pirates samt deres leder Mother Brain og de parasitiske aliens, Metroids, der har lagt navn til serien.
I 2012 havde Metroidserien solgt over 17,44 millioner eksemplarer. Seriens hovedperson, Samus Aran, var en af de første prominente kvindelige figurer i computerspil.

## Spil
Sorteret efter udgivelsesdato
1. Metroid (1986 – NES)
2. Metroid II: Return of Samus ( 1991 – Gameboy)
3. Super Metroid (1994 – SNES)
4. Metroid Prime (2002 – GameCube)
5. Metroid Fusion (2002 – Game Boy Advance)
(Metroid Prime og Metroid Fusion blev udgivet samme dag)
6. Metroid: Zero Mission (2004 – Game Boy Advance)
7. Metroid Prime 2: Echoes (2004 – GameCube)
8. Metroid Prime Pinball (2005 - Nintendo DS)
9. Metroid Prime: Hunters (2006 – Nintendo DS)
10. Metroid Prime 3: Corruption (2007 – Nintendo Wii)
11. Metroid Prime Trilogy (2009 - Nintendo Wii)
12. Metroid Other M (2010 - Nintendo Wii )
13. Metroid Prime: Federation Force (2016 - Nintendo 3DS)
14. Metroid: Samus Returns (2017 - Nintendo 3DS)
15. Metroid Dread (2021 - Nintendo Switch)

## Eftermæle
De tidlige Metroid-spil dannede sammen med spillet Castlevania: Symphony of the Night, af Konami fra 1997, en ny genre af spil kendt som Metroidvania. Tom Happ, udvikleren af Metroidvania spillet Axiom Verge, definerer Metroidvania spil som sideskrollende eventyr med sammenhængende verdener i stedet for opdelte levels, der kræver, at spilleren finder forskellige opgraderinger og kræver, at spilleren rejser tilbage gennem steder, spilleren allerede har været. Eksempler på bemærkelsesværdige Metroidvania spil inkluderer Cave Story (2004), Shadow Complex (2009), Ori and the Blind Forest (2014), Hollow Knight (2017) og Chasm (2018).